# Ante Vitaić
Ante Vitaić (Spalato, 7 giugno 1982) è un allenatore di calcio ed ex calciatore croato, di ruolo centrocampista.

## Biografia
Nato a Spalato, anche suo fratello gemello Frane è stato un calciatore.

## Carriera

### Giocatore

#### Club
Vitaić giocò per lo Hajduk Spalato, prima di passare al Mosor con la formula del prestito. Tornò poi al suo vecchio club e successivamente militò nell'Osijek. Al termine di questa esperienza, firmò per i norvegesi dello HamKam.
Debuttò nella Tippeligaen il 6 agosto 2008, quando fu titolare nella sconfitta per 1-0 contro il Tromsø. Il 31 agosto segnò la prima rete, nel 2-1 inflitto allo Strømsgodset. Il 19 ottobre segnò una doppietta nel successo per 3-2 sul Lyn Oslo. Non riuscì comunque a salvare la sua squadra, che retrocesse in Adeccoligaen.
Vitaić lasciò così il club a fine anno e tornò in patria, dove firmò un contratto con lo RNK Spalato.

## Palmarès

### Competizioni nazionali
- Druga hrvatska nogometna liga: 1

RNK Spalato: 2009-2010